# Barbastella beijingensis
Barbastella beijingensis — вид кажанів родини лиликові. Опис нового виду відбувся на основі як морфологічних так і молекулярних даних. Назва походить від назви типової місцевості Beijing (раніше Пекін). Цей вид має декілька відомих зразків, які були знайдені в тунелях в селах муніципалітету Пекіна. Загальна довжина від 49,7 до 54,3 мм, довжина хвоста від 32,7 до 47,0 мм, довжина вух від 10,5 до 15,9 мм і вага від 10,5 до 13,9 гр.